# Trommelmuskel
Der Trommelmuskel bringt die Schwimmblase von Knochenfischen auf direktem oder indirektem (mit Umweg über den Springfederapparat) Weg zum Schwingen, was ein klopfendes oder knurrendes Geräusch ergibt.
- Innerer Trommelmuskel: Die Muskelfasern verlaufen dorsoventral in der Schwimmblase z. B. bei den Krötenfischen (Batrachoididae)
- Äußerer Trommelmuskel: 
  - indirekter Typ: Bei Fiederbart-, Kreuz- und Dornwelsen wird der Schall mit dem Springfederapparat erzeugt.
  - direkter Typ: Bei Antennenwelsen setzt der Muskel an den Querfortsätzen der Wirbelsäule an und zieht zur Schwimmblase. Bei Piranhas setzt der Trommelmuskel an der Basis der zweiten Rippe an und endet in einer breiten Sehne, die die Schwimmblase ventral umschließt.

## Anatomie
Die Trommelmuskeln zählen zu den schnellsten Muskeln der Wirbeltiere. Ein spezieller Feinbau ermöglicht Kontraktionsraten bis 250 Hz.
Die Faser eines Trommelmuskels ist durch eine hohe Zahl von dünnen Myofibrillen, ein ausgeprägtes Sarkoplasmatisches Retikulum und zahlreiche Mitochondrien (als Energieerzeuger) ausgezeichnet